# مورگان استنلی

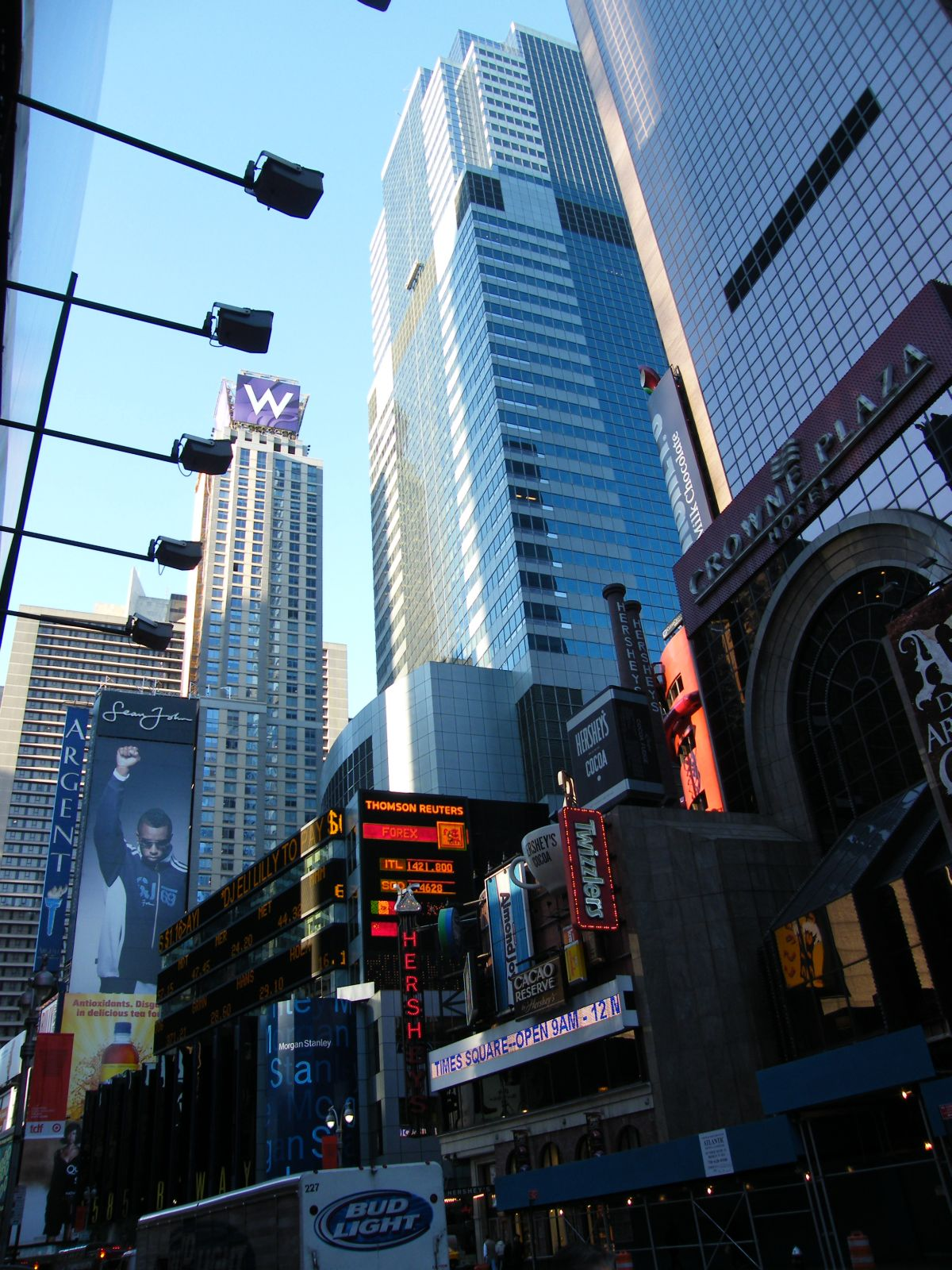
ساختمان مورگان استنلی؛ شعبه مرکزی مورگان استنلی، در منهتن، نیویورک

مورگان اِستَنلی (به انگلیسی: Morgan Stanley) شرکت خدمات مالی آمریکایی است، که در سال ۱۹۳۵ از مشارکت هنری استارجیس مورگان (نوه بانکدار آمریکایی جی‌پی مورگان) و هارولد استنلی، با پشتیبانی مؤسسه مالی جی‌پی مورگان تأسیس شد.
شرکت مورگان استنلی مالک شبکه‌ای از ۱٫۳۰۰ شعبه در ۴۲ کشور است و شمار کارکنان آن بالغ بر ۶۰ هزار نفر می‌باشد. دارایی تحت مدیریت این شرکت بالغ بر ۱٫۹ تریلیون دلار برآورد میشود. حوزه اصلی فعالیت این شرکت در زمینه بانکداری سرمایه‌گذاری، مدیریت سرمایه‌گذاری، مبادلات اوراق بهادار و مدیریت ثروت متمرکز می‌باشد. بخشی از سهام مورگان استنلی در بازار بورس نیویورک مبادله می‌شود. دفتر مرکزی این شرکت در ساختمان مورگان استنلی، واقع در منهتن، نیویورک مستقر می‌باشد.

## تاریخچه
ریشه‌های شکل‌گیری شرکت مورگان استنلی به سال ۱۸۵۴ برمی‌گردد، زمانی که اس مورگان بانکدار آمریکایی، به یک بانک سرمایه‌گذاری در لندن پیوست. پسر او یعنی جی‌پی مورگان، مؤسس جی. پی. مورگان اند کو. کم‌کم به یک غول معاملات مالی در زمان خود تبدیل شد. به اعتقاد برخی، او در آن زمان به عنوان رئیس غیررسمی، بانک مرکزی ایالات متحده آمریکا نیز عمل می‌کرد. مورگان کسی بود که به شکل‌گیری شرکت‌های صنعتی بزرگی چون جنرال الکتریک و یو. اس. استیل کمک فراوانی کرد.
جین استراس نویسنده کتاب مورگان بانکدار در مورد شکل‌گیری مورگان استنلی می‌گوید: «بازار مالی آمریکا در نیمه قرن نوزدهم کاملاً بی‌قاعده بود. این دوران زمان رشد باور نکردنی، سودهای کلان و البته تقلب‌های فراوان بود. جی پی پوینت مورگان به شدت به ایجاد اعتماد در مشتریان خود متعهد بود و در میان اوضاع به هم ریخته آن زمان هیچ گونه سوءاستفاده مدیران از پول مشتریان را تحمل نمی‌کرد و مدیران متقلب را به سرعت کنار می‌گذاشت.» شاید کلید پایداری و رشد گسترده تعداد محدودی از بنگاه‌های مالی آمریکایی برای مدت نزدیک به دو قرن، پایبندی به همین اصول و توانایی آن‌ها در جلب اعتماد سرمایه‌گذاران بوده‌است.

### ۱۹۳۵ تا ۱۹۵۰
در سال ۱۹۳۵ هنری استارجیس مورگان و هارولد استنلی، مؤسسه مالی جی. پی. مورگان اند کو. را با هدف تأسیس بانک سرمایه‌گذاری مورگان استنلی ترک کردند. در روز ۱۶ سپتامبر ۱۹۳۵ و در طبقه نوزدهم ساختمان شماره ۲ وال استریت، مورگان استنلی، برای اولین بار فعالیت رسمی خود را آغاز می‌کند.
در عرض اولین سال فعالیت، مورگان استنلی ۲۴٪ درصد از سهم بازار را، از آن خود کرد. مورگان استنلی در ۱۹۴۱ اعلام کرد که تصمیم دارد، برای گسترش فعالیت‌های خود در بازار اوراق بهادار، ساختار سازمانی بنگاه را، به شکل شراکتی تبدیل کند و در سال ۱۹۴۲ به بازار بورس نیویورک پیوست.

### ۱۹۵۰ تا ۱۹۸۰
پس از موفقیت‌های داخلی متعدد طی دهه‌های ۱۹۵۰ و ۱۹۶۰ از جمله موفقیت در به دست گرفتن بخشی از مدیریت بانک جهانی و انجام معاملات بزرگ مالی در مورد شرکت‌های عمده آن زمان، چون جنرال موتورز، آی‌بی‌ام و ای‌تی اند تی یا به وجود آوردن اولین مدل کامپیوتری برای تحلیل‌های مالی، مورگان استنلی اولین شعبه خارجی خود را، در سال ۱۹۶۷ در پاریس ایجاد می‌کند، تا بتواند در بازار اوراق بهادار اروپا نیز سهیم شود.
فعالیت مورگان استنلی در پاریس موفقیت چشم‌گیری را به همراه داشت و تا سال ۱۹۷۵ این بانک سالانه معادل ۵ میلیارد دلار وام اعطا می‌کرد. مورگان استنلی در آخرین سال دهه ۱۹۶۰ سرمایه‌گذاری و مشاوره مالی در بازار مسکن را نیز به فعالیت‌های مالی خود، اضافه کرد و اکنون پرسابقه‌ترین بانک وال استریت در بازار مسکن آمریکا محسوب می‌شود.
باب بادوین شخصیتی است که به عنوان عامل ورود مورگان استنلی به دوران مدرن از او یاد می‌شود. او عقیده داشت که ورود به عملیات خرید و فروش، کلید موفقیت آینده این شرکت است؛ بنابراین مورگان استنلی در سال ۱۹۷۱ به فعالیت خرید و فروش وارد شد و بخش تملیک و ادغام این شرکت تأسیس شد. از آن پس مورگان استنلی از طریق ادغام با بانک‌ها و مؤسسات مالی داخلی، فعالیت‌های خود را در سراسر جهان گسترش داده‌است. در دهه ۱۹۷۰ مورگان استنلی با تأسیس دفاتری در توکیو و لندن به بازارهای مالی ژاپن و انگلستان نیز راه پیدا کرد.

### ۱۹۸۰ تا ۲۰۰۰
در دهه ۱۹۸۰ علاوه بر گسترش فعالیت‌های خود در این دو کشور، دفاتری نیز در فرانکفورت، هنگ کنگ، لوکزامبورگ، ملبورن، میلان، سیدنی و زوریخ باز کرد و در دهه ۱۹۹۰ به دیگر بازارهای جهان، از جمله اقتصادهای رو به رشدی چون چین و کره راه یافت.
از اواخر دهه ۱۹۹۰ مورگان استنلی همچنین در اموری چون تأمین مالی فعالیت‌های هنری و خیریه مشارکت کرد. این شرکت اولین بنگاه مالی بود، که در شبکه اجتماعی «پیمان آمریکا» برای کمک به کودکان مشارکت کرد؛ حامی‌مالی فستیوال هنری هنگ کنگ شد و در سال ۲۰۰۰ بیمارستان کودکان مورگان استنلی با ۵۵ میلیون دلاری که کارکنان این بنگاه جمع‌آوری کرده بودند، تأسیس شد. این فعالیت‌ها از سوی دیگر، نقش تبلیغاتی قدرتمندی نیز برای شهرت هر چه بیشتر مورگان استنلی داشتند.

### ۲۰۰۰ تا ۲۰۱۰
قرن بیست و یکم برای مورگان استنلی با تلخ‌ترین حادثه در تاریخ این شرکت آغاز شد. در ۱۱ سپتامبر ۲۰۰۱ در جریان حمله به مرکز تجارت جهانی ۱۳ نفر از کارکنان مورگان استنلی نیز مانند کارکنان دیگر بنگاه‌های مالی این مرکز، جان خود را از دست دادند و برای کمک به خانواده‌های آن‌ها صندوق نجات قربانیان توسط سایر کارکنان مورگان استنلی ایجاد شد. اما از نظر مالی در دهه اول قرن بیست و یکم نیز مورگان استنلی به رشد مداوم خود ادامه داد و علاوه بر انجام معاملات بزرگ در آمریکا و اروپا از جمله به دست آوردن کنری وارف گروپ لندن، به توسعه فعالیت‌های خود در بازارهای نوظهوری چون چین پرداخت.
مورگان استنلی همچنین در سال ۲۰۰۶ با تأسیس دفتری در دبی به بازار مالی خاورمیانه وارد شد. جورج مخول نماینده مورگان استنلی در خاورمیانه و آفریقای شمالی این منطقه را که منطقه‌ای گسترده و شامل حدود ۱۵ کشور است، از جمله مناطق پراهمیت برای سرمایه‌گذاری می‌داند. مورگان استنلی قصد داشت دفاتر بیشتری در خاورمیانه داشته باشد، لذا بتازگی دفتری در قطر تأسیس نموده‌است، که البته میزان گستردگی فعالیت‌های آن به شرایط اقتصادی منطقه و جهان بستگی دارد.
در ابتدای سال ۲۰۰۵ مدیران مورگان استنلی وجود بحران در ساختار این مؤسسه مالی را درک کردند، که برای خروج از بحران، در ماه مارس، اقدام به اخراج شماری از کارکنان خود کردند. در ماه ژوئن سال ۲۰۰۵ در پی شروع نارضایتی‌های فراوان در بدنه این شرکت، فیلیپ پورسل مدیرعامل وقت مورگان استنلی استعفا داد و جان مک جایگزین وی شد.
مورگان استنلی مانند سایر بانک‌های وال استریت به علت سرمایه‌گذاری در اوراق بهادار با پشتوانه وام مسکن و سایر سرمایه‌گذاری‌های پرریسک، بدهی بسیار زیادی برای خود ایجاد کرده بود. تا سپتامبر ۲۰۰۸ این بنگاه ۷٫۱۵ میلیارد دلار وام بد و سرمایه‌گذاری را به ثبت رسانده بود، که عملاً این مؤسسه مالی را نیز با بحران مسکن آمریکا ۲۰۰۸ درگیر می‌ساخت.
در زمان اوج بحران مالی ۲۰۱۲–۲۰۰۷ جان مک، مدیر عامل وقت مورگان استنلی حساس‌ترین دوران مدیریت خود را سپری می‌کرد. در آن زمان مورگان استنلی تقریباً هیچ پول نقدی در اختیار نداشت. از دست رفتن اعتماد سرمایه‌گذاران به بخش مالی نیز سبب شده بود که قیمت سهام این بانک سرمایه‌گذاری، ناگهان یک رقمی شود.
در آن زمان مک از سوی تیموتی گایتنر رئیس وقت فدرال رزرو نیویورک و مقامات بالاتری مانند هنری پاولسون وزیر خزانه‌داری وقت و همچنین بن برنانکه رئیس فدرال رزرو به شدت تحت فشار قرار داشت. پیشنهاد آن‌ها این بود: مورگان استنلی را از راه ادغام با یک بانک سرمایه‌گذاری دیگر مثل جی‌پی مورگان چیس و به قیمتی در حد تنها یک دلار نجات دهید.
اما بانک استرات‍ژی کاملاً متفاوتی را دنبال می‌کرد و هدف اصلی این بود که نجات مورگان استنلی به گونه‌ای انجام شود که نه شغل هزاران نفر کارکنان این بانک در سراسر جهان به خطر بیفتد و نه خدشه‌ای به نام تجاری مورگان استنلی که برای سال‌های متمادی یکی از نام‌های شناخته شده وال استریت بوده‌است، وارد شود. نکته محوری این بود که راهی برای ورود پول نقد از سوی سرمایه‌گذاران خارجی پیدا شود، که در نهایت پس از منصرف شدن جیمی دایمن مدیرعامل جی‌پی مورگان چیس از خرید مورگان استنلی، بانک ژاپنی میتسوبیشی یواف‌جی در سپتامبر ۲۰۰۸ اقدام به سرمایه‌گذاری ۹ میلیارد دلار، در مورگان استنلی نمود. این معامله بزرگ‌ترین سرمایه‌گذاری خارجی یک بنگاه مالی ژاپنی در طول تاریخ بوده‌است.
اقدام بعدی مدیران شرکت این بود که از نظر حقوقی مورگان استنلی را از یک بانک سرمایه‌گذاری، به یک شرکت هولدینگ بانکی تبدیل کند؛ اقدامی که به این بنگاه امکان انعطاف‌پذیری به مراتب بالاتری را برای مقابله با بحران در حال رشد، می‌داد.

### ۲۰۱۰ تاکنون
بحران مالی ۲۰۱۲–۲۰۰۷ مورگان استنلی را نیز مانند بسیاری دیگر از بنگاه‌های مالی در سراسر جهان، با چالش‌های اساسی رو به رو کرد، اما مورگان استنلی از جمله معدود بنگاه‌هایی بود، که توانست بحران را بدون تعدیل نیرو و با موفقیت پشت سر گذارد.
در حال حاضر این بنگاه به یک شرکت هلدینگ بانکی تغییر ماهیت داده‌است، تا از نظر حقوقی، آزادی عمل بیشتری برای مقابله با پیامدهای بحران داشته باشد. مورگان استنلی و گلدمن ساکس تنها بانک‌های سرمایه‌گذاری مستقر در ایالات متحده آمریکا می‌باشند، که از ۲۲ سپتامبر ۲۰۰۸ تحت نظارت فدرال رزرو فعالیت می‌نمایند.

## شرکت‌های تابعه
مورگان استنلی یک شرکت خدمات مالی است، که از طریق شرکت‌های تابعه، محصولات و خدمات خود را به گروهی از مشتریان شامل شرکتها، دولتها، مؤسسات مالی و افراد حقیقی ارائه می‌کند.
این بنگاه، یک شرکت مالی معتبر و دارای خدماتی در سطح جهانی است، که شرکت‌های تابعه، زیرمجموعه و فرعی فراوانی دارد. مهم‌ترین آن‌ها عبارتند از: سازمان اوراق بهادار مورگان استنلی، گروه مدیریت دارایی مورگان استنلی، شرکت مورگان استنلی اسمیت بارنی (یا شرکت مدیریت سرمایه‌گذاری مورگان استنلی)، بانک ان‌ای و مورگان استنلی پرایوت بنک.
در ۱ ژوئن ۲۰۱۰ شرکت مدیریت دارایی خرد خود یعنی ون کمپن اینوستمنت، را به اینوسکو فروخت. در طول سالی که در ۳۱ دسامبر ۲۰۱۰ به پایان رسید، سیتس مورگیج بنک (سی‌ام‌بی)، که یک بانک رهنی مستقر در مسکو بود را به‌طور کامل واگذار کرد.

## عملیات
فعالیت‌های مورگان استنلی از نظر عملیاتی، به سه بخش تفکیک می‌شود:
- سازمان اوراق بهادار
- مدیریت سرمایه‌گذاری
- مدیریت دارایی

### سازمان اوراق بهادار
بخش معاملات بورس اوراق بهادار سودآورترین بخش در مورگان استنلی به‌شمار می‌آید، که ارائه خدمات مالی و مشاوره‌ای از جمله تملیک و ادغام، مشاوره، تجدید ساختارها، املاک و مستغلات، تأمین مالی پروژه‌ها و اعطای وام به شرکت‌ها را در بر می‌گیرد.

### مدیریت سرمایه‌گذاری
شرکت مدیریت سرمایه‌گذاری مورگان استنلی شرکت تابعه این مؤسسه بوده، که ارائه‌کننده انواع خدمات مشاوره سرمایه‌گذاری می‌باشد. این بخش سالانه بدون کسر مالیات، معادل ۱۲٪ درصد سود عاید این شرکت کرده‌است.
در ژانویه ۲۰۰۹ شرکت مدیریت سرمایه‌گذاری مورگان استنلی با شرکت اسمیت بارنی که از زیرمجموعه‌های سالومون برادرز و در مجموع متعلق به سیتی‌گروپ بود، با هم ادغام شدند و شرکت مورگان استنلی اسمیت بارنی را تأسیس نمودند.
در شرکت جدید ۵۱٪ درصد از سهام در کنترل مورگان استنلی و ۴۹٪ درصد آن نیز در اختیار سیتی‌گروپ بود. در ماه مه سال ۲۰۱۲ مورگان استنلی ۱۴٪ از سهام سیتی را نیز خریداری کرد و با دارا بودن ۶۵٪ درصد از مجموع سهام، نام شرکت را به مدیریت سرمایه‌گذاری مورگان استنلی تغییر داد.

### مدیریت دارایی
بخش مدیریت دارایی این شرکت در سطح بین‌المللی، به ارائه خدماتی چون عرضه درآمدهای ثابت، سرمایه‌گذاری‌های جایگزین و مبادله سهام اختصاصی، به مشتریان سازمانی و خرده‌فروشی از طریق کانال‌های توزیع خرد، واسطه‌ها و کانال توزیع کلان مورگان استنلی می‌پردازد.